# Марр, Юрий Николаевич
Ю́рий (Георгий) Никола́евич Марр (6 (19) января 1893 года—1 декабря 1935) — русский поэт и учёный-востоковед, сын Николая Марра, внук шотландца Джеймса Марра.

## Биография
Родился в Санкт-Петербурге и был крещен в приходе Крестовоздвиженской церкви Московской Ямской слободы. Окончил петербургскую гимназию им. К. Мая, Петроградский университет (арабско-персидско-турецко-татарское отделение). В 1919—1921 работал в библиотеке Тифлиса, а также работал переводчиком для телеграфного агентства, в 1922—1923 был сотрудником в азиатском музее в Петрограде. Преподавал в Институте живых восточных языков, а также в Ленинградском университете. С 1922 по 1925 работал научным сотрудником научно-исследовательского института сравнительной истории литературы и языков Востока и Запада. С 1925 по 1926 году Ю. Марр проживал в Иране, по возвращении оттуда у него обострился туберкулёз, вследствие чего до конца жизни он был вынужден практически всё время проводить в санатории Абастумана, откуда только на короткое время приезжал в Москву и Тифлис.
В период с 1928 по 1935 годы был старшим научным сотрудником Кавказского историко-археологического института, который основал его отец, а также лектором Тифлисского государственного университета.
В 1911 году Юрий Марр вместе со своим дядей, В. В. Бартольдом ездил в заграничное путешествие, посещая Германию, Францию, Англию и Америку. В Нью-Йорке Марр подрался с официантом и сломал руку. В 1913 году побывал в Константинополе, учил турецкий язык, в 1914-м по командировке от университета он участвует в экспедиции в Сирию, где переживает различные приключения: становится послушником в монастыре Ильи Пророка, поблизости от Бейрута, участвует в похищении девушки. Бежит из Сирии в начале Первой мировой войны, переносит тиф, в 1916 году проживает в Финляндии, в 1917 году заканчивает университет и возвращается в Грузию, где становится унтер-офицером 1-го маршевого эскадрона Грузинского конного полка. После сражений в Персии Марр вступает в армию Сиверса, в ряды РККА.
В 1925—1926 годах проживал в Иране, будучи командирован туда. С 1928 года находился в санатории Абастумани, поскольку тяжело болел туберкулёзом, где и скончался в 1935 году.
С 20 января 1916 года был женат на Екатерине Андреевне Панкратовой (род. 1890, из крестьян села Пески Воронежской губернии), имел сына Николая (1917—1943). В конце революции женится на Софье Михайловой (1890—1980, в замужестве Софья Марр-Михайлова), также востоковеде, с которой прожил до конца жизни.

## Работа с восточными языками
Ю. H. Марру принадлежит несколько работ о персидской фонетике, о народном творчестве на различных языках и диалектах Ирана и т. п. Под его редакцией и при непосредственном его участии вышла в свет хрестоматия персидского языка с персидско-грузинско-русским словарем, ему же принадлежат наброски лекции и опыт программы занятий по персидскому языку. Ценность этих пособий, написанных, бесспорно, большим знатоком персидского языка и реальной жизни современного ему Ирана, снижается, однако, неудачной системой «аналитического» письма, яфетидологическими увлечениями автора.
Придавая словарной работе большое значение, Ю. Н. Марр был инициатором и участником нескольких начинаний по персидской лексикографии. Им был задуман коллективный труд по составлению словаря живого персидского языка, материалы к которому предполагалось издавать отдельными выпусками. Издание оборвалось, однако, уже на первом выпуске и не нашло впоследствии своего продолжения. Оборвалась с кончиной Ю. Н. Марра и начатая им работа по составлению документированного персидско-русского словаря. Вышедший в свет I выпуск этого труда весьма интересен попыткой ввести в словарь подробное (подчас с чертежами) истолкование реалий, бытовых и этнографических терминов и т. п. По его же инициативе в начале 20-х годов была начата работа по составлению исторического словаря персидского языка, в основе которого должны были лежать словари к произведениям отдельных авторов (Низами и др.).

## Поэзия Марра
Как поэт Марр принадлежит к младшему поколению футуристов, дебютировавшему уже после Октябрьской революции и быстро лишенному права голоса в советской официальной печати. Его стихи были впервые собраны и изданы лишь в 1995 г. Т. Л. Никольской.

## Сочинения
Архив Ю. Н. Марра хранится в ЛО ИВ.317
- Марр Ю. Н. Образец бахтиярской литературы. — ДАН-В, 1927.
- Аренде А. К. Персидско-русский словарь физических терминов. — Л., 1928. — (Материалы для словаря живого персидского языка, I). См. предисловия С. Ф. Ольденбурга и Ю. Н. Марра к этому выпуску.
- Марр Ю. Н. Современные средства передвижения в изображении персидских поэтов // Записки Коллегии Востоковедов при Азиатском Музее АН СССР. Том V. — Л.: Издательство Академии Наук СССР, 1930. — С. 221—234.
- Марр Ю. Н. Документированный персидско-русский словарь. Вып. I. — Тифлис, 1934. (литография)
- Марр Ю. Н. Выражение фонетики стиха в персидском письме. — ИАН СССР, 1934. — № 2 (то же в сокращенном виде в кн. «С. Ф. Ольденбургу…», С. 232—335)
- Марр Ю. Н. Хакани — Низами — Руставели. Ч. I. — М.—Л., 1935.
- О произношении ق | غ в живом персидском // Марр Ю. Н. Статьи, сообщения и резюме докладов. I. — М.—Л, 1936.
- Марр Ю. Н. Статьи, сообщения и резюме докладов. I. — М.—Л., 1936. — С. V—XVI (там же, с. XVIII—XXI список трудов)
- Марр Ю. Н. Список и описание некоторых новых поступлений в Азиатский музей — Персидские собрания // Библиография Востока. Выпуск 10 (1936). — М.—Л.: Издательство Академии наук СССР, 1937. — С. 113—123.
- Марр Ю. Н. Статьи и сообщения. II. — М.—Л., 1939.
- Марр Ю. Н. Чайкин К. И. Хакани — Низами — Руставели. Ч. II. — Тбилиси, 1936.
- Марр Ю. Н. Избранное: В 2 книгах / Сост., прим., подг. текста Т. Л. Никольской. — М.: Гилея, 1995.
- Марр Ю. Н. Корная сырка / Послесл. и коммент. Т. Никольской. — Itzehoe: footura black edition, 2006.
- Марр Ю. Н. Сочинения. 1912—1935: В 2 т. / Сост., подг. текста и коммент. С. Кудрявцева. — М.: Гилея, 2018.